# Lithurgus magnus
Lithurgus magnus là một loài Hymenoptera trong họ Megachilidae. Loài này được Rahman mô tả khoa học năm 1997.